# Falkland (Écosse)
Pour les articles homonymes, voir Falkland.

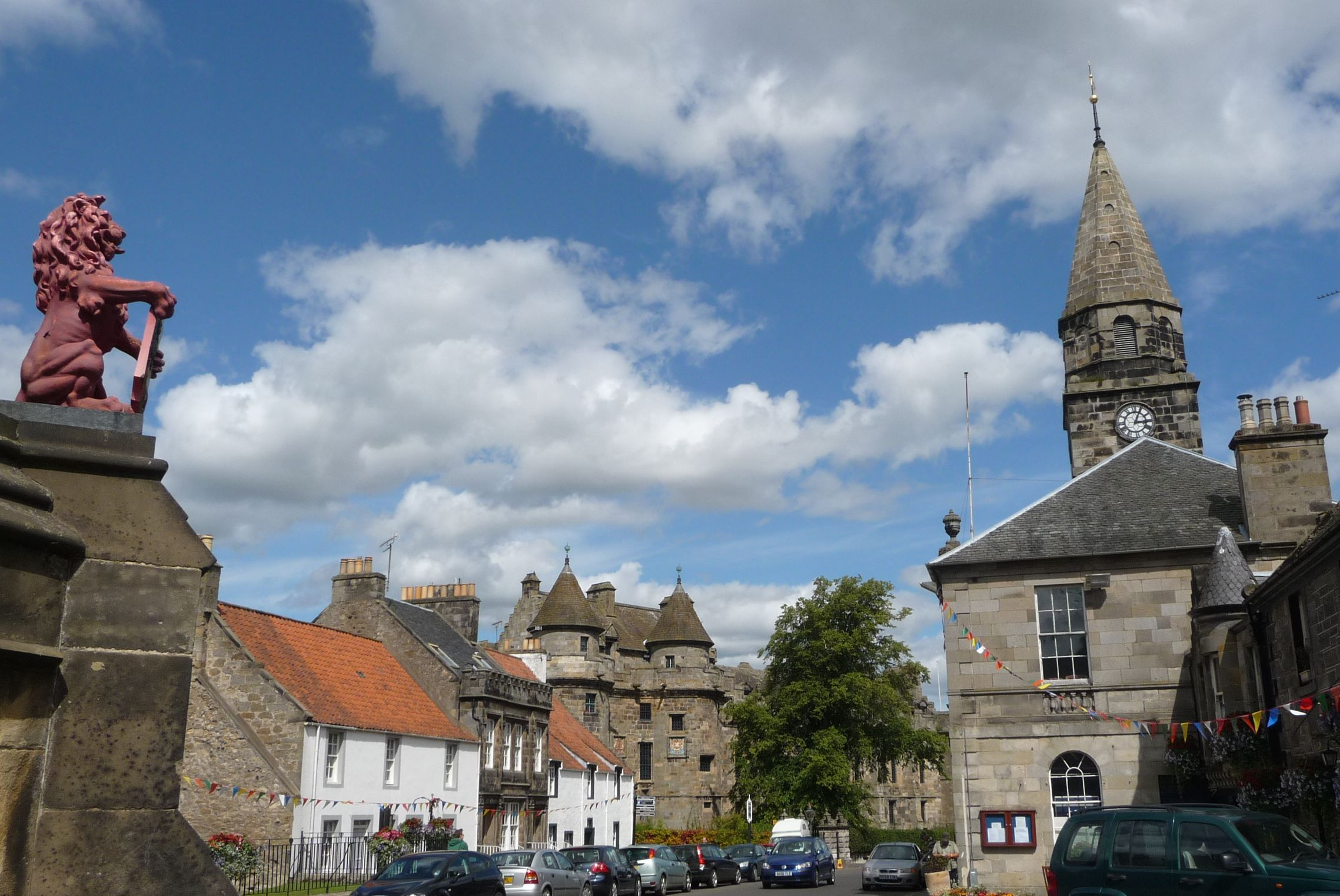
Falkland : le palais et l'hôtel de ville.

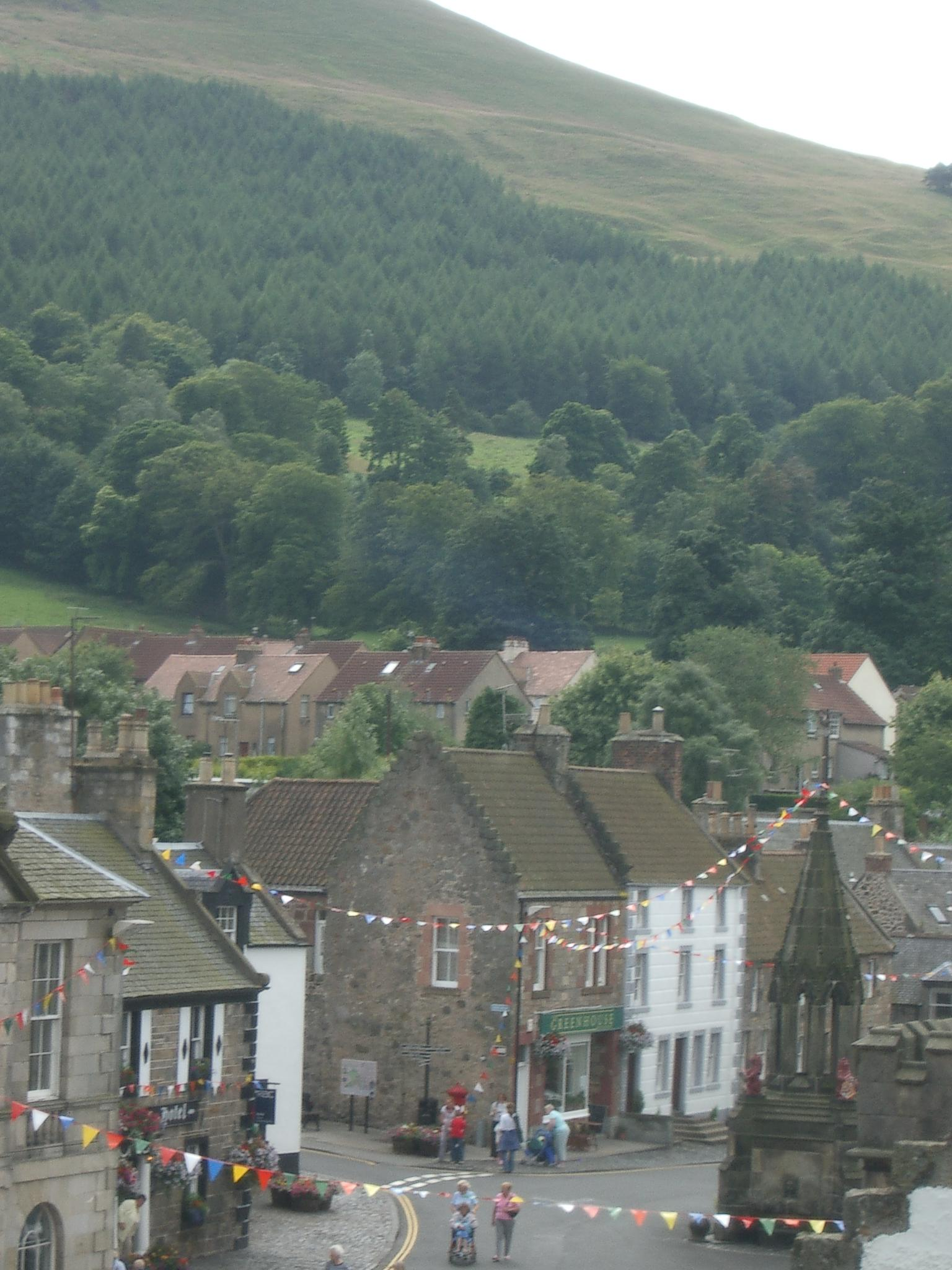
Falkland : vue générale.

Falkland est un village et ancien burgh royal d'Écosse, connu dès les environs de l'an 1300 sous le nom de Paroisse de Kilgour. Il est situé dans le Fife, au pied des Lomond Hills. 
Selon le recensement effectué en 2006, la population est de 1 189 habitants.
Le village a servi de décor au film Imogène McCarthery interprétée par Catherine Frot d'après l'œuvre littéraire de Charles Exbrayat.

## Histoire
Le village est principalement connu pour abriter le Palais de Falkland, dont la construction est entamée en 1500 par Jacques IV d'Écosse, et qui constitue le meilleur exemple de construction de style Renaissance française existant au Royaume-Uni. Le palais est érigé pour permettre l'hébergement de la cour lorsque celle-ci participe à des chasses dans les forêts des alentours. Marie Ire d'Écosse fait alors partie des hôtes réguliers.
Le Roi Jacques V d'Écosse, père de Marie Stuart est mort à cet endroit alors qu’elle  naissait quelques jours avant, non loin de là au château de Linlithgow
Alors que les troupes d'Oliver Cromwell n'ont pas directement endommagé le palais, un incendie détruit l'aile est en 1654. La cour ne revient pas après 1665, et jusqu'au XIXe siècle le village et le château sont négligés. À la fin du XIXe siècle, d'importants travaux de reconstruction et de restauration sont entrepris. De nos jours le palais et les jardins sont ouverts au public, sous l'égide du National Trust for Scotland.
Le village comporte en outre un ancien marché aux chevaux, un club de cricket, le Falkland Cricket Club, et un parcours de golf, le Falkland Golf Club.
L'industrie textile a été le premier employeur local de la fin du XIXe siècle au milieu des années 1970.

## Héraldique
Le blason du village représente un cerf sous un chêne.